# Narashino
Narashino (習志野市, Narashino-shi) är en stad i den japanska prefekturen Chiba på den östra delen av ön Honshu. Den har cirka 165 000 invånare. Staden är belägen vid Tokyobukten öster om Tokyo, och ingår i denna stads storstadsområde. Narashino fick stadsrättigheter 1 augusti 1954.